# Kněz v roce 1839
Kněz v roce 1839 (Un Prêtre en 1839) je první próza francouzského spisovatele Julesa Verna. Jde o nedokončený román napsaný v letech 1845–1849 a prvně vydaný až v roce 1992. Dílo je někdy zmiňováno také pod názvem Kněz v roce 1835, protože takto je nadepsán Vernův rukopis, avšak již na první stránce je letopočet 1839 a chronologie děje odpovídá tomuto datu.
Příběh knihy se odehrává v Nantes, vypráví o zběhlém knězi, kterého žene posedlost ovládnout svět, a svým pojetím se blíží gotickým románům.

## Česká vydání
- Kněz v roce 1839, Návrat, Brno 2007, přeložila Zuzana Dlabalová.
- Kněz v roce 1839, Návrat, Brno 2019, přeložila Zuzana Dlabalová.